# Agathis montana
Agathis montana is een insect dat behoort tot de orde vliesvleugeligen (Hymenoptera) en de familie van de schildwespen (Braconidae). De wetenschappelijke naam van de soort werd voor het eerst geldig gepubliceerd door Shestakov in 1932.
1. ↑  (en) Agathis montana op de IUCN Red List of Threatened Species.